# Curva epidemiológica

Animação mostrando o efeito de "achatar a curva" e aumentar a capacidade do sistema de saúde durante um surto epidémico.

Uma curva epidemiológica é um diagrama usado em epidemiologia para visualizar a evolução do surto de uma doença.